# نسرين زريق
نسرين زريق (27 أغسطس 1984 -)، وصيفة سادس في مسابقة ملكة جمال لبنان 2004 عارضة أزياء ومغنية لبنانية كانت عضوا في فرقة فوركاتس 

## حياتها
ولدت لأب لبناني وأم مصرية، درست الهندسة الديكور، كما عملت كعارضة أزياء

### حياتها الأسرية
تزوجت عام 2011 من الإعلامي أيمن القيسوني بعد قصة حب استمرت سنوات ورزقت منه بابنها الوحيد «سامي»

## مشوارها المهني
بدأت مشوارها الفني عام 2001 مع فريق فور كاتس عندما التقت بغسان الرحباني وعرض عليها الانضمام للفرقة بعد مغادرة نيكول سابا واستمرت لمدة سنتين حتى عام 2003
وسبب انفصالها عن بعدما جاءها عرض من قناة روتانا موسيقى لتقديم برنامج بعنوان «شبيك لبيك»  وخيرها حينها غسان الرحباني أما أن تبقى بالفريق أو تستمر كمذيعة حتى عام 2004 عندما شاركت في مسابقة ملكة جمال لبنان على شاشة ال بي سي وكانت بنسخة تلفزيون الواقع وفي الحفل الختامي حلت في المركز السادس
توجهت عام 2006 للغناء المنفرد وحملت عنوان «خلينى معاك» من كلمات طاهر طهمز وألحان طلال القنطار وتوزيع محمد الكبى، قدمت مع شركة ميلودي كليب «خليني معاك» وصور على الطريقة الغربية وصورت الأغنية المصرية «تنساني»
وقامت بالمشاركة في سباعية بيت المغتربات مع رانيا محمود ياسين وايمان أيوب عام 2010 والدم والميراث تأليف وليد الغازي وإخراج أحمد عبده وتدور فكرته حول الصراع بين العائلات بسبب المال الذي ينتج عنه العديد من القصص المريرة  غابت فترة لتعود بأغنية «عندك هواية» من كلمات الياس ناصر، وألحان جورج كرم، وتوزيع روجيه أبي عقل. عادت عام 2017 للتمثيل من خلال المسلسل اللبناني «محرومين»، في رمضان 2022 قدمت برنامج البيت بيتك بمشاركة زوجها أيمن القيسوني 